# Betania
För andra betydelser, se Betania (olika betydelser)

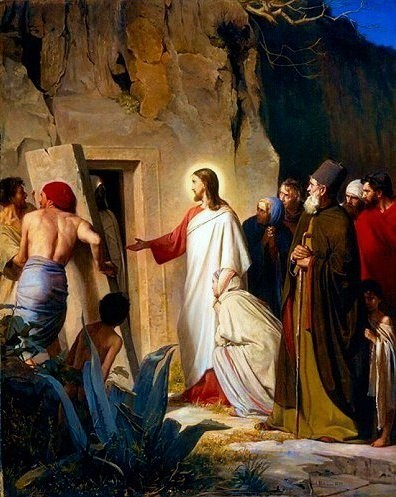
Betania

Betania är en by som omnämns i Bibeln, belägen cirka 2,5 kilometer från Jerusalem, på Olivbergets östra sida, vid vägen till Jeriko. I Betania bodde Jesu vänner Marta, Maria och Lasaros. Det var i Betania som Jesus, enligt Johannesevangeliet, uppväckte Lasaros från de döda (Johannes 11:1–44). Efter sitt intåg i Jerusalem drog Jesus sig vid flera tillfällen tillbaka till Betania, där han tillbringade tid med sina lärjungar och var nära sina vänner under de sista dagarna före sin korsfästelse (Matteus 21:17, Markus 11:11–12). Jesu himmelsfärd inträffade när han förde sina lärjungar ut till Betania, där han välsignade dem, och medan han välsignade dem, togs han upp till himlen, och de såg honom inte längre (Lukas 24:50–51).
I dag ligger på platsen en by med det arabiska namnet El-Azariyeh, Lasaros plats, vilken påstås vara uppförd på den plats där denne blev uppväckt.
Betania kan möjligen förbindas med Ananja, en by som nämns i Nehemjas bok 11:32,  i Gamla testamentet.
Betania är i Sverige ett vanligt namn på kyrkor och kapell inom väckelserörelserna. Exempel är Betaniakyrkan i Enköping och Betaniakyrkan på Kungsholmen i Stockholm.
Betania betyder enligt Illustrerat Bibellexikon Betryckets hus; andra övers. dadel- el fikonhus